# Trabazos
Trabazos – gmina w Hiszpanii, w prowincji Zamora, w Kastylii i León, o powierzchni 93,15 km². W 2011 roku gmina liczyła 1012 mieszkańców.